# Cumberland Sound
El Cumberland Sound es una amplia entrada de mar en el ártico canadiense que se interna en la parte suroriental de la isla de Baffin y que forma parte del estrecho de Davis, la parte septentrional del mar de Labrador. Administrativamente, pertenece al territorio autónomo de Nunavut.
El único asentamiento en la zona es Pangnirtung, a unos 12 km aguas arriba en el interior del fiordo homónimo de Pangnirtung, situado en la ribera de la península de Cumberland. Conocido como la «Suiza del Ártico», en el censo de 2006 tenía 1325 habitantes, en su mayoría inuits, y cuenta con un pequeño aeropuerto con una pista de gravilla de casi 1 km.
Las aguas de ese gran golfo son el hogar de la especie de ballena beluga (Delphinapterus leucas), conocida como población Cumberland Sound, una especie amenazada que se cree reside todo el año en aguas de la bahía, y que pasa los veranos en su extremo norte. Sus aguas son también frecuentadas por las orcas. 

## Geografía

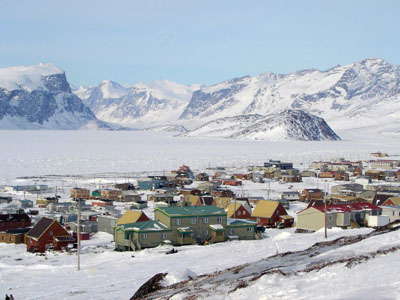
Vista de Pangnirtung.

El Cumberland Sound está situado en la costa oriental de isla de Baffin, inmediatamente después del gran entrante de la bahía Frobisher. Está flanqueado por dos largas penínsulas que discurren casi paralelas en dirección SE-NO: la península Hall, en la parte sureste, y la península Cumberland, en la noroeste. El entrante se adentra en tierra unos 270 km, siendo su anchura media de unos 50-80 km, aunque se ensancha hasta los 130 km en su boca, abierta a las aguas del estrecho de Davis. 

### Riberas interiores
Las riberas interiores de la bahía son muy quebradas y dentadas, lo que refleja su origen glacial, y hay numerosas pequeñas bahías, ensenadas y sounds, en los que fluyen muchos pequeños ríos y arroyos. Además, toda la bahía está jalonada de pequeñas islas e islotes ribereños. Hay grandes acantilados en ambas orillas, como resultado de la inclinación de la corteza terrestre a nivel local durante el primer Terciario. 
- La ribera suroriental —la costa nororiental de la península Hall— comienza pasada la bahía Neptuno, en la ribereña isla Moodie (la mayor de las islas perteneciente al grupo de islas Lemieux, con unos 230 km²).[4] Se inicia el tramo, que discurre en dirección NO, con el canal LittleCote, isla Kaxodluin, bahía Sulux, cabo Edwards, los fiordos de Tausing y Ptarmigan, isla Kikiktaluk y punta Chidliak, que da inicio a la bahía del mismo nombre (Chidliak). La costa vira en dirección NNO, cada vez más norte, en un tramo muy fracturado, tachonado de pequeñas islas e islotes, con el Brown Inlet, luego el Irvine Inlet y el gran fiordo Nettilling, en cuya boca se encuentra los grupos de islas Kalgosuiyat y Kalgosuit. Este tramo sigue con el grupo de islas Drum, en la boca del fiordo Kangilo y finaliza, ya en el fondo del Cubemberland Sound, con el fiordo Clearwater (que cruza el círculo polar ártico), un fiordo en cuya boca hay multitud de pequeñas islas, siendo las mayores Kekertelung, Nunatak y Anarnittuq.

- La ribera nororiental —la costa suroccidental de la península Cumberland— comienza en la isla Kekertelung, y discurre en dirección SE, con las islas Sanigut y punta Nasauya, que da inicio al profundo fiordo de Pangnirtung, en cuya ribera está el asentamiento homónimo de Pangnirtung. Al otro extremo del fiordo se encuentra punta Kingardjuak y tras un corto tramo, el mayor entrante interior de todos, el fiordo Kingnait, que se interna unos 85 km en dirección NE. En la boca de este fiordo está el grupo de islas Kikastan, con las islas Kekertukdjuak, Tuapait y Kekerten. Sigue la costa con el fiordo Iqalujjuaq, isla Miliakdjuin, punta Shomeo, fiordo Kumlein, isla Warehan, cabo Queen y punta Nuvuk, que da inicio a la bahía Abraham, en cuyo fondo esta el fiordo Ujuktuk. Sigue luego la pequeña bahía Nijdadluk y, ya al final, cabo Mercy, frente a isla Leopold, que marca el final del Cumberland Sound.

## Historia
El primer europeo del que se tienen noticias de que navegó por las aguas del Cumberland Sound fue John Davis en 1583. Davis partió de Darmouth el 7 de junio de ese año, al frente del Sunneshine de Londres (50 ton.) y el Mooneshine de Dartmouth (35 ton.). Tras encontrarse con la frontera de hielo en la costa oriental de Groenlandia, siguió hacia el sur hasta doblar el cabo Farewell; desde allí volvió una vez más al norte, costeando el litoral occidental de Groenlandia, hasta que, al encontrar mar libre de hielo, se dirigió al oeste pensando haber dado con la vía hacía China. Cruzó las aguas que hoy llevan su nombre —estrecho de Davis— y en los 66° N, sin embargo, se encontró con las costas de la isla de Baffin, y, a pesar de que siguió hacia el norte internándose en aguas del Cumberland Sound con la esperanza de que fuese el anhelado paso, tuvo que regresar a finales de agosto. Arribó a Inglaterra el 30 de septiembre.
Davis volvió a la zona en sus otras dos expediciones al ártico. En 1586 partió al frente de cuatro barcos, pero solo el Mooneshine logró llegar por las difíciles condiciones atmosféricas del viaje. Repitió el recorrido del anterior viaje, logrando llegar hasta los 67°N, algo más al norte del cabo Dyer, sobrepasado el Cumberland Sound. Davis a su regreso, pasó por la boca del golfo sin internarse en él. Volvió tres años más tarde, en 1589, esta vez a bordo de una pequeña pinaza de 20 toneladas, la Ellen, del puerto de Londres. Navegó con condiciones excepcionales costeando a lo largo de la ribera occidental de Groenlandia en aguas libres hasta los 72°92' N (algo más al norte de Upernavik) antes de que el hielo le impidiese el paso. Siguió hacia el oeste hasta que nuevamente fue bloqueado por el hielo. Viró al sur costeando isla de Baffin y exploró de nuevo el golfo del Cumberland Sound. Luego siguió hacia el sur retornando a casa el 15 de septiembre, tras navegar con éxito en su pequeña embarcación a través de más de 20° de aguas árticas.